# Ингварь Ингваревич
Ингварь Ингваревич, Ингвар Ингваревич, Ингварь Ингоревич, крестильное имя Козьма (ум. до 1252) — рязанский князь, сын Ингваря Игоревича, известный только по некоторым поздним сказаниям.
Согласно ЭСБЕ (1890—1907 года), большинство историков Ингваря Ингваревича или не признаёт, или отождествляет с его отцом.

## Достоверность
Исследователи антропонимики указывают, что в системе имянаречения Рюриковичей сохранялся запрет на наречение ребёнка языческим именем в честь живого отца, то есть сын Ингвара мог получить имя «Ингвар» только в таком исключительном случае, если он был посмертным ребёнком, что делает его персону ещё более сомнительной, и считают его своеобразным «династическим фантомом».
«Этот персонаж — а назвать его лицом историческим едва ли возможно — может служить своеобразным воплощением целого клубка текстологических, историографически и литературоведческих проблем, с которыми сталкивается исследователь, обращающийся к истории рязанского княжества в 30-е годы XIII века».
Ингварь Ингваревич не фигурирует ни в одном из известных летописных сводов. О месте его княжения — до событий 1237 года и после них — в летописях не говорится. Не называются его дети. В родословиях рязанских князей XVI века такой князь отсутствует. Имя «Ингвар(ь)» упоминается в грамоте князя Олега Ивановича Рязанского (ок. 1371), при перечислении предков Олега, и речь идет, скорей всего, о его «отце» — Ингваре Игоревиче. Дополнительный довод к отождествлению — и «отец», и «сын» носят в крещении одно имя — «Козьма».
В позднем тексте «Повесть о Николе Заразском» упоминается не князь с дословным именем «Ингварь Ингваревич», а лишь обладатель созвучных имени и отчества (представленных в нескольких графических вариантах). Ф. Б. Успенский утверждает, что князь — тёзка своего отца — «в источниках вообще отсутствует и является целиком и полностью порождением историографии». «Ингвар(ь) Игоревич, — носитель имени, не вполне обычного для Рюриковичей, но отнюдь не тождественного его отчеству, — легко трансформируется в Ингваря Ингоревича, но лишь в историографической традиции его имя претерпевает еще одну трансформацию, окончательно превратившись в Ингваря Ингваревича» (видимо, начиная с работы Д. И. Иловайского).
В «Повести о Николе Заразском» Ингвар(ь) Ингваревич/Ингоревич фигурирует в событиях, связанных с взятием в 1237 году Рязани Батыем.
«В повести соединены по крайней мере три (а, возможно, и больше) временных среза рязанской истории. (…) Сюжетная функция персонажа, именуемого в рязанской повести Ингварем Ингваревичем / Ингоревичем, заключается прежде всего в том, что он волею обстоятельств оказывается за пределами Рязани и поэтому избегает гибели от руки татар. Приехав в Рязань, он обнаруживает следы побоища, произносит плач по своим родичам, хоронит их и воздвигает кресты над могилами Федора Юрьевича, его жены и сына. Описание оплакивания и похорон изобилует заведомо поздними элементами».
Поздними вставками (не ранее последних лет XIV столетия) считаются плач Ингваря, рассказ об Евпатии Коловрате — спутнике Ингваря, и эпизод с рассечением на части Олега Красного и перенесением Ингварем этих останков из Пронска в Рязань. История спасения и дальнейших поступков этого «литературного» Ингваря Ингваревича имеет много параллелей с историей спасения его «отца» во время резни в Исадах. Для авторов рязанской повести могло быть не важно, был ли Ингвар Игоревич жив к 1237 году — он спокойно мог быть «перенесен» в данный временной пласт — как эти авторы уже перенесли в этот текст уже умерших к этому моменту его дядю Всеволода Пронского и кузена Кира Михаила.